# 刘新胜
刘新胜（1956年—），山东宁津人，汉族，中华人民共和国政治人物、第十二届全国人民代表大会新疆地区代表。
毕业于中国社会科学院技术经济与管理专业。加入中国共产党。2013年，担任全国人大代表。